# Karel Bašta
Karel Bašta (15. srpna 1913 Vémyslice – 19. března 1942 Auschwitz) byl český pedagog, odbojář a oběť nacismu.

## Život
Karel Bašta se narodil 15. srpna 1913 ve Vémyslicích na Znojemsku v rodině rolníka Antonína Bašty a Marie, rozené Černé. Vystudoval učitelský ústav a působil jako učitel a později jako řídící učitel na obecné škole ve Skryjích. V roce 1938 se oženil s Marií Valachovou, manželům se posléze narodila dcera Drahomíra. Rodina žila ve Slavěticích, kam se Karel Bašta ze Skryjí přestěhoval. Po německé okupaci vstoupil do protinacistického odboje v organizacích Petiční výbor Věrni zůstaneme a Obrana národa. Za svou činnost byl zatčen gestapem a po ukončení výslechů odeslán do koncentračního tábora Osvětim. Zde 19. března 1942 zahynul. Smutnou zajímavostí je fakt, že jeho manželka Marie a další jeho známí po mnoha letech navštívili koncentrační tábor v Osvětimi, kde poznali zuboženého Karla Baštu na jedné z fotografií.